# HD 2421
HD 2421 är en trippelstjärna belägen i den norra delen av stjärnbilden Andromeda. Den har en kombinerad skenbar magnitud av ca 5,17 och är svagt synlig för blotta ögat där ljusföroreningar ej förekommer. Baserat på parallax enligt Gaia Data Release 2 på ca 11,3 mas, beräknas den befinna sig på ett avstånd på ca 290 ljusår (ca 89 parsek) från solen. Den rör sig bort från solen med en heliocentrisk radialhastighet på ca 2 km/s.

## Egenskaper
Primärstjärnan HD 2421 A är en vit till blå stjärna i huvudserien av spektralklass A2 Vs där suffixnoten anger att den har starka spektrallinjer med en förekomst av element liknande den i solen. Den har en massa som är ca 2,3 solmassor, en radie som är ca 2,9 solradier och har ca 10 gånger solens utstrålning av energi från dess fotosfär vid en genomsnittlig effektiv temperatur av ca 9 500 K.
Konstellationens centrala del är en dubbelsidig spektroskopisk dubbelstjärna med en omloppsperiod på 3,96 dygn rapporterad av Robert Horace Baker 1909 med den första omloppsbanan beräknad av Stella Udick 1912. En reviderad omloppsbana publicerades 1993 vilket resulterade i uppdaterade omloppsparametrar och i bedömningen av en periodförskjutning med avseende på observationerna från 1912.
En regelbunden variation i systemets rörelse tyder på påverkan av en tredje komponent. År 2015 upptäcktes en svag följeslagare, HD 2421 C, ca 0,1 bågsekund sydväst om huvudparet. Denna stjärna har en massa av ungefär 1,1 solmassa, och, om den är gravitationsbunden, kretsar med en omloppsperiod av ca 16 år på ett avstånd av 10,5 AE.